# Camera
Camera (лат.) — род наездников-ихневомнид из подсемейства Cryptinae (Cryptini, Ichneumonidae). Неотропика (Бразилия, Куба, Мексика).

## Описание
Ихневмониды среднего размера (длина переднего крыла около 1 см). Наличник отчетливо выпуклый, субпирамидальный в профиль; длина скулового промежутка 0,80—1,00 длины базальной ширины мандибул. Мезоскутум слабо выпуклый; задний край метанотума с отчетливым зубовидным выступом. Проподеум короткий, примерно такой же длины, как максимальная длина мезоплевр; передний и задний поперечные кили обычно полные, задний киль иногда медиально нечеткий. Зеркальце (ареолет) умеренно маленькое, длиннее ширины, поперечные перемычки 2r-m и 3r-m субпараллельные или слабо сходятся. Первый метасомальный тергит с переднелатеральным зубцом, спираль которого расположена сзади на 0,4—0,3; ножны яйцеклада 0,25—0,42 длины задних голеней. Паразитоиды пауков, в том числе, вид Camera lunavenatrix паразитирует на яйцевых мешках крабового паука Selenops cocheleti (Selenopidae, Araneae). Наездник Camera thoracica паразитирует на ядовитом блуждающем пауке Phoneutria nigriventer (Keyserling, 1891) (Ctenidae).
- Camera californica Kasparyan & Ruiz-Cancino, 2005[5]
- Camera euryaspis (Cameron, 1885)
  - = Mesostenus euryapsis Cameron, 1885
- Camera lunavenatrix Santos & Onody, 2016
- Camera taina Alayo & Tzankov, 1974[6]
- Camera thoracica (Szepligeti, 1916)[7]